# Lasius latipes
Lasius latipes е вид насекомо от семейство Мравки (Formicidae). Видът е световно застрашен, със статут Уязвим.

## Разпространение
Видът е разпространен в Съединените щати.